# Ридберг, Йоханнес Роберт
Йоха́ннес Ро́берт Ри́дберг (швед. Johannes Robert Rydberg; 8 ноября 1854, Хальмстад — 28 декабря 1919, Лунд) — шведский физик. Наиболее известен открытием в 1888 году формулы Ридберга, которая описывает длины волн спектральных линий излучения атомов водорода.

## Биография
Ридберг родился в 1854 году в Хальмстаде, в семье Свена Ридберга и Марии Андерсон Ридберг. и был их единственным ребёнком. Когда Йоханнесу было 4 года, его отец умер, и семья жила довольно бедно. В 1873 году он окончил школу с хорошими оценками по математике и физике, и поступил в Лундский университет. Через два года он получил степень бакалавра, а в 1879 — доктора философии.
В 1880 году он стал доцентом кафедры математики, а в 1882 — и физики. Он начал изучать средние атомные массы химических элементов и ожидал найти закономерность, по которой они увеличиваются с ростом заряда. Он искал формулу несколько лет, однако поиски оказались безуспешными.
Следующей его работой стало изучение атомных спектров и их происхождения. В этой области предшественником Ридберга был Иоганн Якоб Бальмер, который эмпирически вывел формулу длин волн линий водорода в видимой области — формулу Бальмера. Ридберг же получил более общий результат: во-первых, он получил выражение для всех линий водорода, а не только для тех, что находятся в видимом диапазоне; во-вторых, она может описывать и другие атомы, при условии, если они водородоподобны.
В 1890 он снова вернулся к предыдущей работе об атомных массах, так и не принёсшей никаких результатов. В 1909 году Ридберг стал профессором своего университета, но в 1913 году стал сильно болен, и в 1915 году в связи с этим ему предоставили отпуск. В 1919 году он скончался в Лундской больнице. После смерти Ридберга его место на кафедре занял Карл Манне Георг Сигбан. Он похоронен на Лундском северном кладбище.
Ридберг был женат на Лидии Карлссон и имел двух детей: сына Хельги и дочь Герду.
Ридберг стал иностранным членом Лондонского королевского общества в 1919 году.

## Формула Ридберга
Формула Ридберга для водородоподобных элементов имеет следующий вид:
{\displaystyle {\frac {1}{\lambda }}=RZ^{2}\left({\frac {1}{n_{1}^{2}}}-{\frac {1}{n_{2}^{2}}}\right)}
где {\displaystyle \lambda } — длина волны света, который излучается атомом, {\displaystyle R} — постоянная Ридберга для рассматриваемого элемента, {\displaystyle Z} — атомный номер, или число протонов в ядре атома данного элемента, {\displaystyle n_{1}} и {\displaystyle n_{2}} — целые числа, обозначающие энергетические уровни, такие, что {\displaystyle n_{1}<n_{2}}.

## Память
Открытая Ридбергом формула носит его имя. Его же именем названа постоянная Ридберга и ридберговские атомы — водородоподобные атомы или атомы щелочных металлов, у которых внешний электрон находится на очень высоком энергетическом уровне. Также в его честь был назван один из кратеров на Луне, а также ридберг — внесистемная единица измерения энергии, используемая в атомной физике и равная энергии ионизации атома водорода.